# Fæmund II
Die Fæmund II ist ein zum Passagierschiff umgebautes Frachtschiff, das während der Sommermonate auf dem Femundsee in Norwegen verkehrt.

## Historisches
Nachdem 1884 der Bau einer Straße von Røros zum Femundsee beschlossen wurde, gründete sich am 7. August 1886 die Dampfschiffgesellschaft Fæmund (A/S Fæmund) mit dem Ziel eines Dampfschiff-Regelbetriebes auf dem Femundsee.:11–15 Hierzu wurde von der Ørens Mekaniske Værksted, Trondheim, ein 53 ft (16,2 m) langes und 12 ft (3,7 m) breites, dampfbetriebenes Holzboot mit dem Namen Fæmund gebaut.:14 Die Jungfernfahrt fand am 25. Juni 1887 statt. Danach transportierte sie neben Gütern und Post auch Holz und Holzkohle. An dem Transport von Erz, Schlacke und Kupfer nahm sie jedoch nicht mehr teil, denn die über den Wasserweg erreichbaren Hütten in Femundsenden und Femundshytten waren bereits Jahrzehnte zuvor geschlossen worden.:13–15

## Geschichte

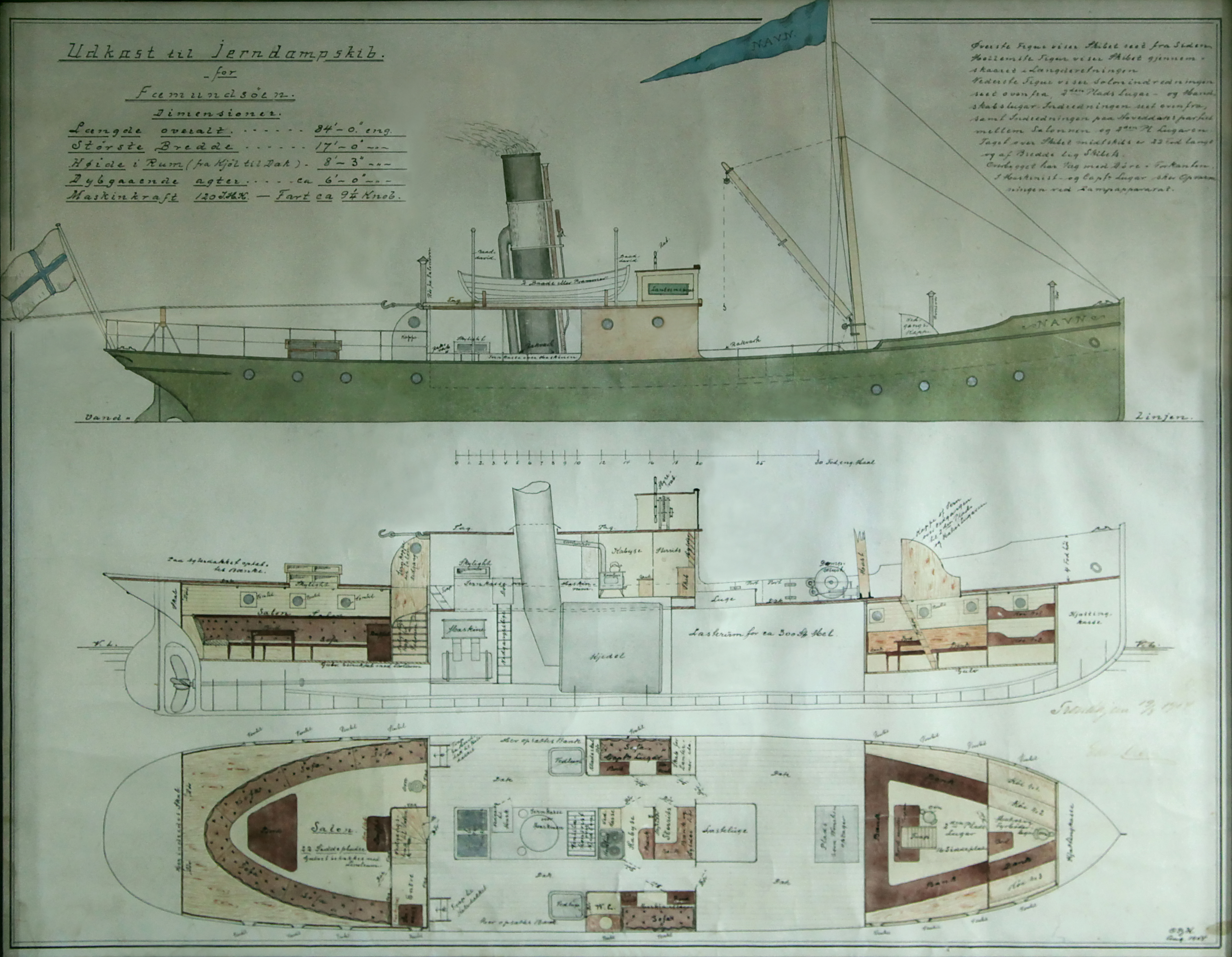
Bauplan der Fæmund II vor ihrem Umbau zum Motorschiff.

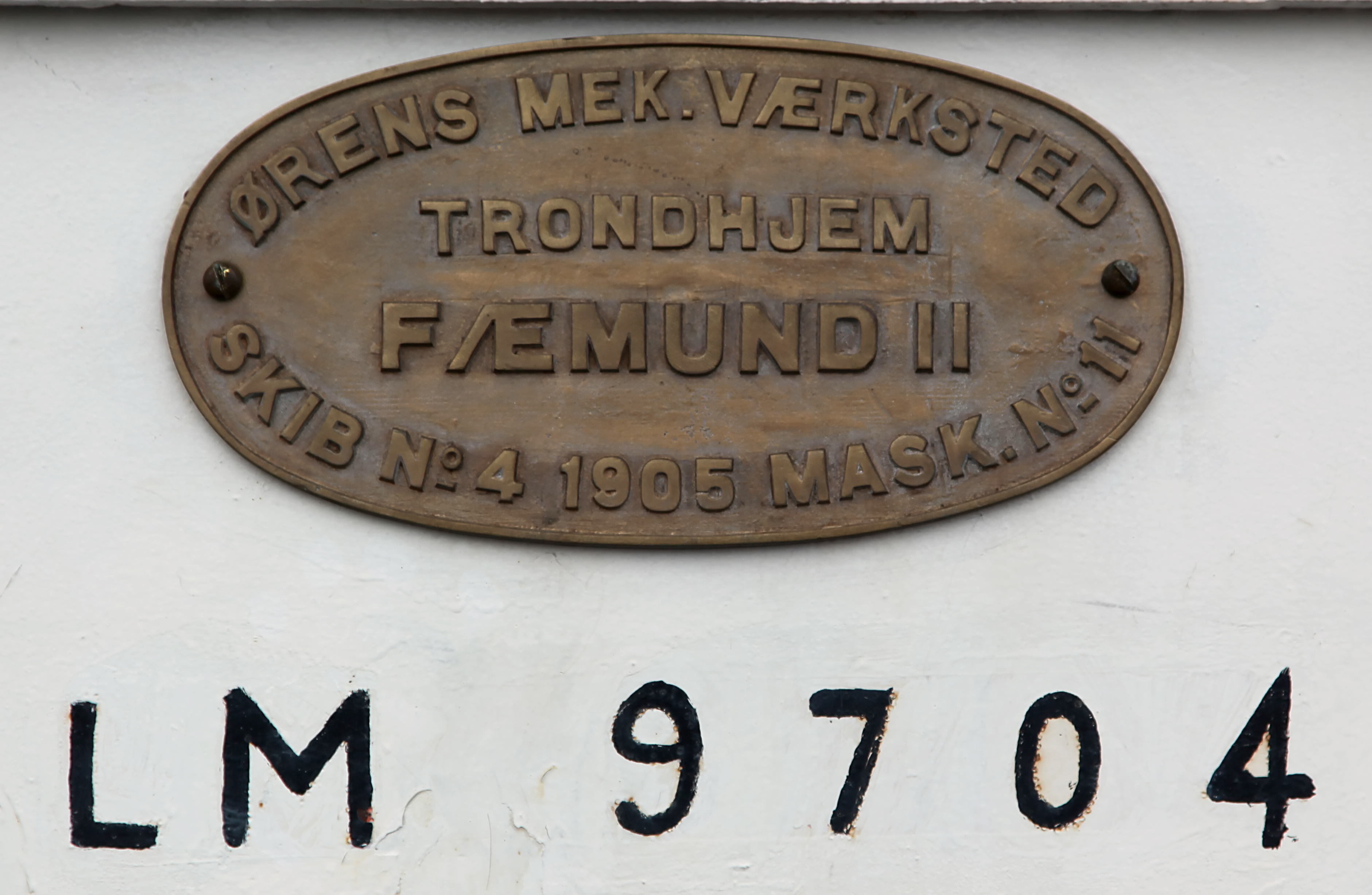
Fæmund II, Hersteller-Plakette.

### Beschaffung und Bau
Am 19. August 1904 wurde auf einer außerordentlichen Hauptversammlung der Betreibergesellschaft A/S Fæmund die Beschaffung eines größeren Nachfolgeschiffes für die Fæmund beschlossen.:19 Als neues Schiff wurde ein dampfbetriebenes Stahlschiff mit 82 ft (25 m) Länge, 17 ft (5,2 m) Breite und einem Tiefgang von 6 ft (1,8 m) bei der Ørens Mekaniske Værksted, Trondheim, in Auftrag gegeben. Hierbei handelte es sich um ein bereits fertig entwickeltes Design, das von der Werft angeboten wurde. Für den Einsatz auf dem Binnensee Femund musste das Schiff wieder in Einzelteile zerlegt werden, um mit der Bahn von Trondheim bis nach Røros gefahren und dann mittels Pferdewagen nach Synnervika an den Femundsee transportiert und dort wieder zusammengesetzt zu werden. Als größtes Teil wurde der Kessel als Ganzes transportiert.:16

### Indienststellung
Mit der Jungfernfahrt der Fæmund II am 10. Juni 1905 wurde die Femund außer Dienst gestellt und deren Schiffsglocke an den Kranmast des Nachfolgers montiert.:19
Ausgelegt war die Fæmund II für eine Besatzung von vier Personen und maximal 168 Passagiere. Die Anzahl der beförderbaren Passergiere richtete sich nach dem Frachtaufkommen.:16
Als Besonderheit befand sich auf dem Hauptdeck hinter der Brücke eine Fläche für den Vieh- und Fahrzeugtransport. Mittig auf dem Vorderdeck findet sich noch heute ein Verladekran für Stückgut einschließlich der zum Betrieb benötigten Winde. Der Kran ist heutzutage nicht mehr im Betrieb, der Mast gibt dem Schiff jedoch seine charakteristische Silhouette.
Die Fæmund II war bei ihrer Indienststellung Norwegens größtes Binnenschiff ohne Verbindung zum Meer.:16

### Dampfmaschine
Angetrieben wurde die Fæmund II durch eine 120 PS starke Dampfmaschine. Bis einschließlich 1946 wurde der Kessel der Dampfmaschine ausschließlich mit Holz befeuert, bei einem Jahresverbrauch von 330 favn (entsprechen ungefähr 735 m³> Stapelholz). Durch den Einsatz von 30 Tonnen Kohle konnte die benötigte Holzmenge in den folgenden Jahren fast halbiert werden (1947: 174 favn).:59

### Umbauten
1958 wurde die Dampfmaschine durch einen 160 PS Dieselmotor ersetzt. 1980 wurde das Hauptdeck geschlossen und in einen Salon umgebaut. Durch diese bauliche Änderung können seitdem keine Vieh- und Fahrzeugtransporte mehr durchgeführt werden, die Fæmund II wurde zu einem fast reinen Touristenschiff für bis zu 100 Passagiere. Nach dem Umbau wurde die Fæmund II 1981 auf der 1,50 Kronen-Briefmarke abgebildet.

### Betrieb
Seit 1887 gab es bis heute in jeder Saison auf dem Femundsee einen Regelverkehr. Jedoch wurden seit dem Fahrplan 2005 die Stationen Burvika und Femundsenden nicht mehr angefahren, so dass nur noch der mittlere und nördliche Teil des Sees bis Elgå versorgt werden. 2018 wird Burvika in der Hauptsaison von einigen Kursen bedient.
| # | Station      | Geokoordinaten |
| - | ------------ | -------------- |
| 1 | Synnervika   | Geokoordinaten |
| 2 | Røa          | Geokoordinaten |
| 3 | Femundshytta | Geokoordinaten |
| 4 | Haugen       | Geokoordinaten |
| 5 | Jonasvollen  | Geokoordinaten |
| 6 | Revlingen    | Geokoordinaten |
| 7 | Elgå         | Geokoordinaten |
| 8 | Buvika       | Geokoordinaten |
| 9 | Femundsenden | Geokoordinaten |